# João Bernardo Vieira
João Bernardo („Nino”) Vieira (ur. 27 kwietnia 1939 w Bissau, zm. 2 marca 2009 tamże) – polityk Gwinei Bissau. Przywódca kraju w latach 1980–1994, prezydent w latach 1994–1999. Objął władzę i został obalony w wyniku zamachu stanu. Wybrany po raz drugi na prezydenta w demokratycznych wyborach w 2005. Zginął w zamachu w 2009.

## Działalność wojskowa
João Bernardo Vieira urodził się w 1939 w Bissau w ówczesnej Gwinei Portugalskiej. Z wykształcenia elektryk, w 1960 dołączył do uformowanej cztery lata wcześniej Afrykańskiej Partii Niepodległości Gwinei i Zielonego Przylądka (PAIGC, Partido Africano da Independência da Guiné e Cabo Verde), organizacji dowodzonej przez Amílcara Cabrala i dążącej do uzyskania niepodległości przez Gwineę Portugalską i Wyspy Zielonego Przylądka od Portugalii.
W latach 1963–1974 PAIGC prowadziła wojnę partyzancką z Portugalią. Vieira odgrywał w trakcie jej trwania kluczową rolę. Zyskał sobie pseudonim wojenny Nino. W 1964 został dowódcą frontu południowego. Od 1965 do 1967 był wiceprzewodniczącym Rady Wojennej PAIGC. Następnie delegatem Biura Politycznego na froncie południowym (1967-1970). W 1973 został zastępcą sekretarza generalnego PAIGC. We wrześniu 1973 PAIGC ogłosił niepodległość nowego państwa Gwinei Bissau, która we wrześniu 1974 została uznana przez Portugalię. Pierwszym prezydentem został brat zamordowanego Amilcara Cabrala, Luís Cabral. W latach 1973–1978 Vieira pełnił funkcję przewodniczącego Ludowego Zgromadzenia Narodowego. Od 28 września 1978 do 14 listopada 1980 był premierem Gwinei Bissau.

## Zamach stanu i objęcie władzy
Młode państwo od początku swego istnienia znajdowało się w trudnej sytuacji gospodarczej. Pozbawione surowców, było najbardziej zacofaną kolonią portugalską w Afryce, co wzbudzało nastroje antyrządowe. Dodatkowo w szeregach PAIGC dochodziło do konfliktów między Gwinejczykami z kontynentu a Kabowerdyjczykami z wysp, stanowiącymi elitę polityczną. João Bernardo Vieira, który w odróżnieniu od prezydenta Cabrala był Gwinejczykiem, wykorzystał niechęć do Kabowerdyjczyków i społeczne niezadowolenie z polityki rządu i 14 listopada 1980 dokonał w Bissau bezkrwawego zamachu stanu. Prezydent Cabral został zatrzymany na 13 miesięcy, a następnie wygnany. Vieira przejął władzę i stanął na czele 9-osobowej Rady Rewolucyjnej. Zamach stanu Vieiry doprowadził do ostatecznego podziału PAIGC na część gwinejską i kabowerdyjską oraz położył kres planom stworzenia wspólnego państwa.
W 1984 w kraju przyjęta została nowa konstytucja, która przywracała rządy cywilne. Na trzy dni, od 14 do 16 maja 1984, jako tymczasowy prezydent władzę w kraju przejęła przewodnicząca Ludowego Zgromadzenia Narodowego, Carmen Pereira. 16 maja 1984 Joao Bernardo Vieira objął nową funkcję przewodniczącego Rady Państwa (szef państwa). W 1985 Vieira brutalnie spacyfikował próbę przeprowadzenia w kraju zamachu stanu.
Na początku lat 90. w Gwinei Bissau rozpoczął się okres demokratyzacji życia politycznego. W 1991 Vieira zniósł zakaz funkcjonowania partii politycznych. Została opracowana nowa konstytucja, ustanawiająca demokratyczne wybory i stanowisko prezydenta jako szefa państwa. W 1994 odbyły się pierwsze w historii wybory prezydenckie. W pierwszej turze wyborów 3 lipca 1994 Vieira zdobył 46,2% głosów. Ponieważ żaden z ośmiu kandydatów nie zdobył większości 50% głosów, 9 sierpnia 1994 odbyła się druga tura wyborów. Vieira pokonał w niej Kumbę Ialę, byłego członka PAIGC i przywódcę Partii na rzecz Odnowy Społecznej (PRS), zdobywając 52% głosów poparcia. Wybory uznane zostały za wolne i demokratyczne. 29 września 1994 Vieira został zaprzysiężony na stanowisku prezydenta Gwinei Bissau.
W czasie swej prezydentury Vieira zdołał utrzymać wpływy i pozycję w partii. W maju 1998 został wybrany przewodniczącym PAIGC na kolejną kadencję.

## Zamach stanu i utrata władzy
6 czerwca 1998 Joao Bernanrdo Vieira odwołał ze stanowiska szefa sztabu generała Ansumane Mané. Został on bowiem oskarżony o niedopełnienie swoich obowiązków i przymykanie oczu na szmuglowanie broni z Gwinei Bissau do rebeliantów w senegalskiej prowincji Casamance. 7 czerwca gen. Mane zbuntował się i dokonał w Bissau zamachu stanu. Wraz ze swoimi oddziałami zajął koszary i najważniejsze miejsca stolicy, w tym lotnisko. W kraju rozpoczęła się walka wojsk lojalnych prezydentowi z siłami rebeliantów. Poparcia prezydentowi Vieirze udzielił sąsiedni Senegal oraz Gwinea, którzy przysłali swoje wojska. Walki rozlały się na cały kraj, powodując duże zniszczenia i wojnę domową. 1 listopada 1998 obie strony podpisały porozumienie w Abudży w Nigerii, zgadzając się na powołanie rządu jedności narodowej, zastąpienie senegalskich i gwinejskich wojsk siłami pokojowymi ECOWAS oraz na przeprowadzenie wyborów parlamentarnych do marca 1999.
Jednakże wycofywanie obcych wojsk i organizacja wyborów oddalały się w czasie. W maju 1999 prezydent Vieira ogłosił przesunięcie wyborów z marca na koniec grudnia 1999. Spowodowało to wybuch nowych walk w Bissau 6 maja 1999. Już następnego dnia wojska prezydenckie poddały się, a Vieira szukał schronienia w ambasadzie portugalskiej. Tymczasowym prezydentem został przewodniczący parlamentu, Malam Bacai Sanhá.
12 maja 1999 Joao Bernardo Vieira został pozbawiony funkcji przewodniczącego PAIGC. W czerwcu 1999 opuścił Gwineę Bissau i wyjechał do Portugalii celem podjęcia leczenia. Obiecywał swój powrót, jednak już na miejscu poprosił o azyl i pozostał zagranicą. We wrześniu 1999 Vieira został wydalony z PAIGC za „zdradzieckie przestępstwa, popieranie i podburzanie do wojny oraz praktyki niezgodne ze statutem partii”.

## Powrót do kraju i do prezydentury

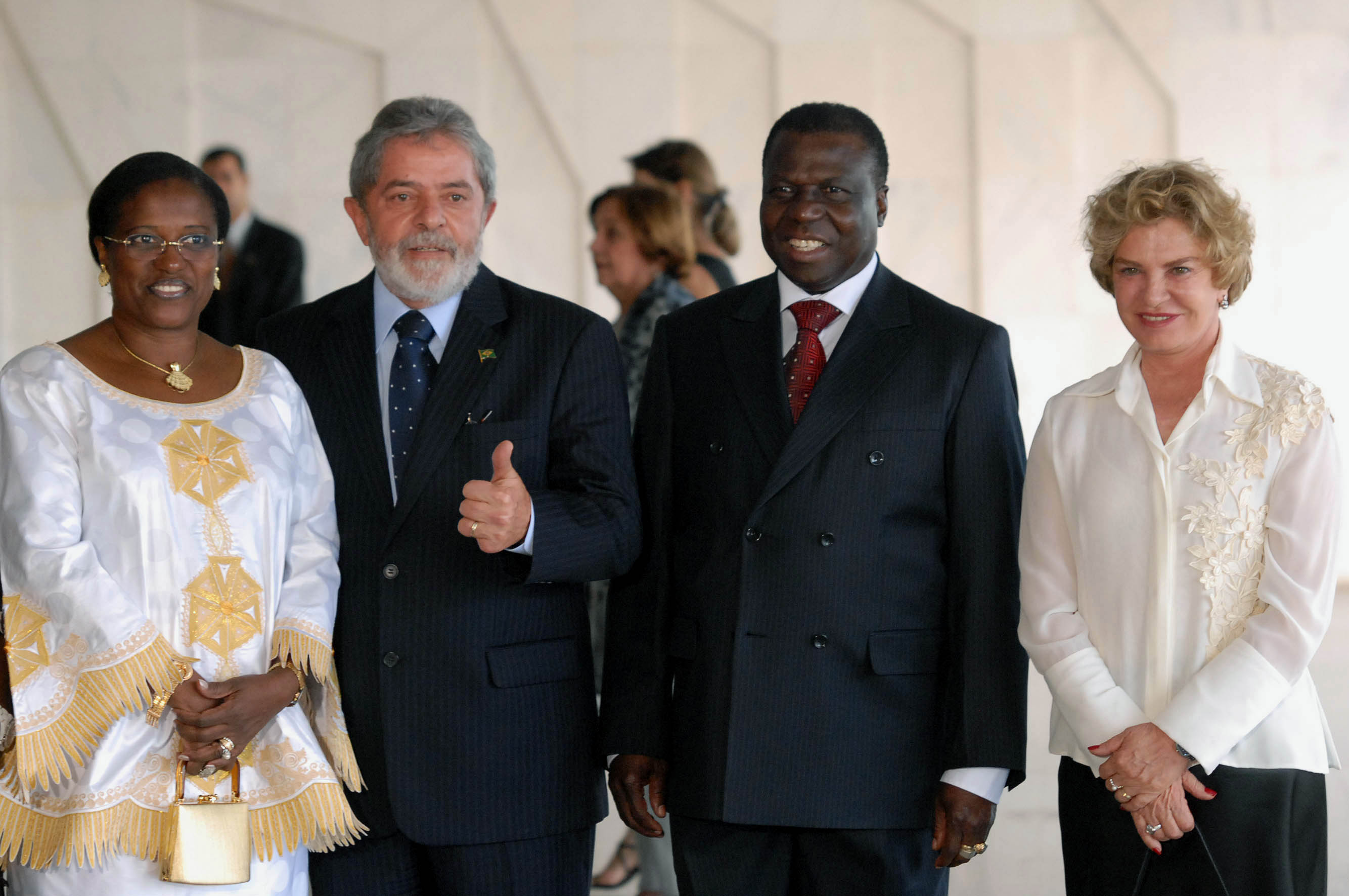
João Bernardo Vieira z prezydentem Lula da Silvą w czasie wizyty w Brazylii w 2007.

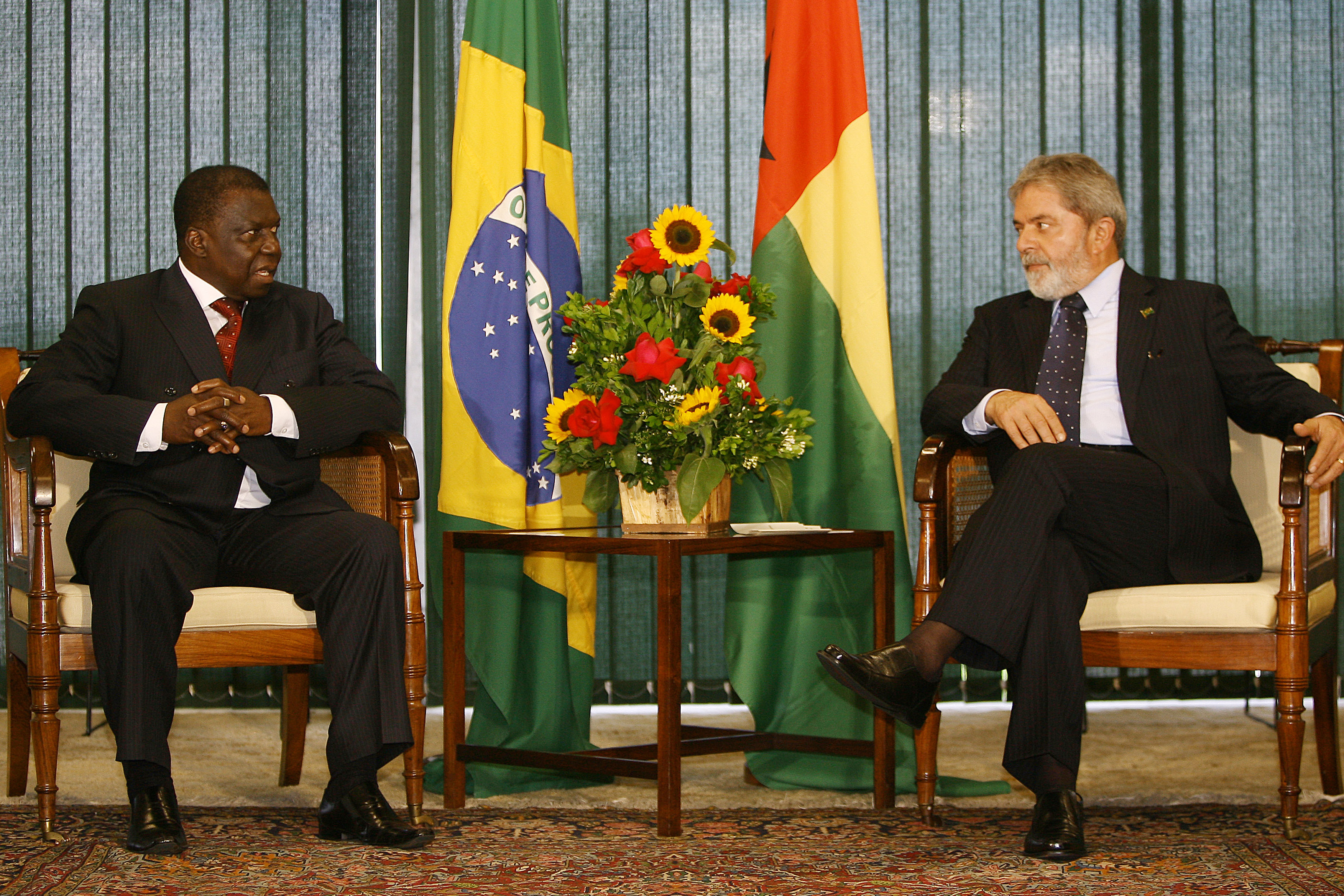
Wizyta w Brazylii, listopad 2007.

7 kwietnia 2005 Joao Bernardo Vieira powrócił do Gwinei Bissau, po niespełna 6 latach nieobecności. Na stadionie w stolicy witało go 5 tysięcy osób. 16 kwietnia 2005 ogłosił swój start w wyborach prezydenckich w czerwcu 2005 jako kandydat niezależny.
W pierwszej turze wyborów 19 czerwca 2005 Vieira z wynikiem 28,9% głosów zajął drugie miejsce, za Malamem Bacia Sanhą (35,5%), kandydatem jego dawnej partii PAIGC. 2 lipca 2005 Kumba Ialá z Partii na rzecz Odnowy Społecznej (PRS), który zajął trzecie miejsce udzielił poparcia Vieirze, uznając go za symbol niepodległości i jedności kraju. W drugiej turze wyborów 24 lipca 2005 Vieira zdobył 53,35% głosów i z przewagą niespełna 20 tysięcy głosów pokonał kandydata PAIGC. 1 października 2005 został zaprzysiężony na stanowisku prezydenta Gwinei Bissau, po ponad 6 latach od utraty władzy.
28 października 2005 prezydent Vieira zdymisjonował rząd premiera Carlosa Gomesa Júniora z PAIGC, uzasadniając to potrzebą utrzymania stabilności w rządzeniu krajem. 2 listopada 2005 nowym szefem rządu mianował swojego politycznego współpracownika, Aristidesa Gomesa.
W marcu 2007 PAIGC zawarła sojusz z Partią na rzecz Odnowy Społecznej (PRS) oraz Zjednoczoną Partią Socjaldemokratyczną (PUSD) i wspólnie z nimi przegłosowała wotum nieufności wobec rządu Gomesa. 9 kwietnia 2007 nowym szefem rządu został Martinho Ndafa Kabiz PAIGC.
5 sierpnia 2008, po wycofaniu się PAIGC z koalicji rządzącej prezydent Vieira rozwiązał parlament i rozpisał nowe wybory parlamentarne na listopad 2008, które wygrała PAIGC.
23 listopada 2008 Vieira przeżył nocny atak zamachowców na swój dom. Zamachowcy po trzygodzinnej walce ze strażą prezydencką, w której zginął jeden żołnierz, zdołali wtargnąć do posiadłości prezydenta. Vieira zdołał jednak opuścić dom, a zamachowcy zostali ostatecznie schwytani. W swoim przemówieniu telewizyjnym Vieira stwierdził, że celem zamachowców była fizyczna eliminacja jego osoby. Zapewnił jednak o przejęciu kontroli nad sytuacją.

## Zamach wojskowyi śmierć
2 marca 2009 prezydent João Bernardo Vieira zginął w czasie ataku wojskowego na pałac prezydencki. Posiadłość prezydenta została zaatakowana przez grupę zbuntowanych żołnierzy obwiniających Vieirę o zaplanowanie zamachu na szefa sztabu sił zbrojnych generała Tagne Na Waie. Gen. Tagne Na Waie zginął dzień wcześniej w zamachu na siedzibę sztabu wojskowego w wyniku wybuchu bomby na klatce schodowej, prowadzącej do jego gabinetu. Ponieważ generał i prezydent Vieira byli od pewnego czasu ze sobą skonfliktowani, część wojskowych uznała prezydenta za współwinnego tego zamachu.
Wczesnym rankiem żołnierze związani z zabitym generałem Na Waie wtargnęli do posiadłości prezydenta i otworzyli ogień. W trakcie ucieczki prezydent Vieira został śmiertelnie ranny. Rzecznik armii komandor Zamora Induta oficjalnie poinformował o śmierci prezydenta, stwierdzając jednak przy tym, że w kraju nie doszło do zamachu stanu. Zaprzeczył również, że atak był zemstą i odwetem za zamach na szefa sztabu. Poinformował, że armia nie zamierza przejmować władzy i respektuje porządek konstytucyjny. Zgodnie z konstytucją funkcja pełniącego obowiązki szefa państwa przypadła przewodniczącemu parlamentu Raimundo Pereirze.
10 marca 2009 w Bissau odbył się pogrzeb prezydenta. W uroczystościach poza prezydentem Senegalu Abdoulayem Wade, nie uczestniczył żaden inny szef państwa. Było to wyrazem dezaprobaty dla zabójstwa.